# Brünglinghausen
Brünglinghausen ist ein Ortsteil von Nümbrecht im Oberbergischen Kreis im südlichen Nordrhein-Westfalen innerhalb des Regierungsbezirks Köln.

## Lage und Beschreibung
Der Ort liegt in Luftlinie rund 3,5 km östlich vom Stadtzentrum von Nümbrecht entfernt.

## Geschichte

### Erstnennung
1575 wurde der Ort das erste Mal urkundlich erwähnt und zwar „Ort in der Karte von Arnold Mercator“.
Schreibweise der Erstnennung: Prunickhausen

## Bus und Bahnverbindungen

### Linienbus
Haltestelle: Brünglinghausen Abzw.
- 302 Gummersbach Bf, Waldbröl Busbf - (OVAG, Werktagsverkehr, samstags Taxibusverkehr)